# Zoogenetes harpa
Zoogenetes harpa  ist eine landlebende Schneckenart aus der Familie der Grasschnecken (Valloniidae); die Familie gehört zur Unterordnung der Landlungenschnecken (Stylommatophora). Sie ist (derzeit) die einzige Art der Gattung Zoogenetes Morse, 1864.

## Merkmale
Das kegelförmige Gehäuse ist 3 bis 4 mm hoch (3,0 bis 5,2 mm) und 2,4 bis 3 mm breit (2,5 bis 3,5 mm). Es besteht aus 3,5 bis 4 mäßig gewölbten Windungen, die an der Seite oft noch etwas abgeflacht sind. Die letzte Windung verlässt die Windungsachse nicht. Die  Mündung ist meist eiförmig oder elliptisch und steht etwas schief zur Gehäuselängsachse. Der Mundsaum ist dünn und zerbrechlich, der Rand nicht umgeschlagen oder erweitert. Das Gehäuse bzw. die Schale ist nur schwach verkalkt, durch das Periostracum jedoch zu einem gewissen Grad elastisch. Die Oberfläche des Embryonalgehäuses zeigt sehr feine, etwas unregelmäßige Spiralstreifen, während der Teleoconch mit mehr oder weniger regelmäßigen, feinen, lamellenförmigen Rippchen besetzt ist, die aus dem Periostracum gebildet sind. Zwischen den Rippchen können unter dem Mikroskop feine Anwachsstreifen beobachtet werden. Durch die feinen Rippchen erscheinen frische Gehäuse irisierend. Der zylindrische Nabel ist offen. Das Gehäuse ist bräunlich, hornfarben-grünlich bis olivfarben.
Der Weichkörper ist im Verhältnis zum Gehäusedurchmesser recht klein. Der Fuß hat etwa 2 Drittel der Länge des Gehäusedurchmessers. Der Weichkörper und der Kopf sind schiefergrau. Die oberen, vergleichsweise kurzen und dicken Tentakel sind etwas dunkler, die unteren Tentakel sind sehr kurz. Die Augen sind relativ groß. Die Radula weist 37 Elemente pro Querreihe auf, hat also neben dem Mittelzahn jeweils 18 Seitenzähne. Der Kiefer ist stark gebogen und hat auf der Oberfläche zahlreiche, quer zur Biegung verlaufende Längsgruben.
Bisher waren fast alle anatomisch untersuchten Exemplare aphallisch, d. h. die männlichen Ausführgänge im zwittrigen Geschlechtsapparat sind rückgebildet. Der Samenleiter zweigt zwar bei manchen Exemplaren noch vom Eisamenleiter (Spermovidukt) ab, endet dann aber blind. Euphallische Exemplare (mit Penis und Epiphallus) kommen aber noch selten vor. Der Samenleiter ist vergleichsweise kurz bevor er in den Epiphallus übergeht. Dieser ist länglich-spindelförmig. Am Übergang Epiphallus/Penis setzt ein langer Appendix an. Der Retraktormuskel setzt an Epiphallus und Appendix an. Freier Eileiter und Vagina sind in etwa gleich lang. Der Stiel der Spermathek ist kurz und dünn, die Blase klein, länglich-keulenförmig und quasi nicht gegen den Stiel abgesetzt.

### Ähnliche Arten
Die Gattung (und Art) ähnelt der Gattung Acanthinula (und deren Arten). Die Rippen sind aber verglichen mit dieser Gattung schwächer und weniger regelmäßig angeordnet.

## Geographische Verbreitung und Lebensraum
Die Art bzw. Gattung ist holartisch verbreitet. Sie ist jedoch beschränkt auf die Polarregionen und auf die höheren Gebirge (Rocky Mountains, Alpen, Kaukasus). In der Schweiz kommt sie bis in 2200 m über Meereshöhe vor.
Sie lebt in Nadelwäldern, häufig auf nicht-kalkigen, ja sauren Böden (in der Schweiz auf Böden mit pH-Werten von 3,5 bis 5.5), der mit Arten der Gattung Heidelbeeren (Vaccinium) bewachsen ist.

## Lebensweise
In den meisten Tieren sind die männlichen Ausführgange rückgebildet und die Tiere vermehren sich fast ausschließlich durch Selbstbefruchtung. Kopulationen sind entsprechend sehr selten. Die Art ist ovovivipar, d. h. es werden zwei bis vier Eier im Uterus zurückgehalten, wo sie sich sukzessive entwickeln, d. h. die Eier im Uterus sind in unterschiedlichen Entwicklungsstadien. Die Jungtiere schlüpfen noch im Elterntier aus der Eihülle und verlassen dann das Elterntier; sie haben bereits zwei Gehäusewindungen ausgebildet. Die Tiere überwintern oft nur wenige Zentimeter unter Laub oder Steinen. Die Mündung wird dabei durch ein Epiphragma verschlossen. Sie überdauern auf diese Weise auch trockene Perioden im Sommer, oft nur angeheftet an der Unterseite von Blättern. Vermutlich werden sie ein Jahr alt.

## Taxonomie
Das Arttaxon wurde 1824 von Thomas Say in einem Werk von William Hypolitus Keating als Helix harpa in die wissenschaftliche Literatur eingeführt. Für diese Art stellte Edward S. Morse 1864 die Gattung Zoogenetes auf. Die Gattung blieb seither monotypisch, d. h. enthält nur diese eine Art. Von Henry Augustus Pilsbry wurde 1926 zwar noch eine zweite Art, Helix harpula Reinhardt, 1886 mit Fragezeichen zur Gattung Zoogenetes gestellt. Diese Art ist inzwischen aber in die Gattung Pupisoma eingereiht worden. Möglicherweise ist doch eine zweite Art zur Gattung Zoogenetes zu stellen. Zoogenetes tyosenica Kuroda & Hukuda, 1944 von der koreanischen Halbinsel ist im Grunde seit der Erstbeschreibung nicht mehr berücksichtigt worden.

## Gefährdung
Die Art wird in der Schweiz als nicht gefährdet eingestuft.

## Belege

### Online
- AnimalBase: Zoogenetes harpa (Say, 1824)